# Mattijn Hartemink
Mattijn Hartemink (Zaandam, 18 mei 1971) is een Nederlands acteur.
Hartemink volgde na de havo (eindexamen in 1989) het propedeusejaar van de Toneelacademie Maastricht en een camera-acteurscursus. Hij debuteerde in 1989 bij het gezelschap Toetssteen en was daarna zowel in het theater als op televisie en in film te zien in een groot aantal rollen.

## Filmografie

### Film
- 1995: De Schaduwlopers, als jongen met fiets
- 1997: Hot Dogs, als Daniel
- 2001: The Room, als jonge Harry
- 2003: Het wonder van Máxima, als Felix
- 2007: Moordwijven, als tenniscoach
- 2008: Bride Flight, als Hans Doorman
- 2009: Kan door huid heen, als Klaas
- 2010: De eetclub, als Kees Bijlsma
- 2012: Achtste-groepers huilen niet, als vader van Joep
- 2015: Who am I, als Frederik
- 2016: The Windmill Massacre, als meneer de Vries
- 2016: The Tale of Kat and Dog, als Pim
- 2016: Prooi, als golfer
- 2016: Hartenstrijd, als Roland
- 2016: Voordat ik vergeet, als Silvio
- 2017: In Blue
- 2018: Wij, als Peter
- 2018: De IJslandbende, als vriend van ouders
- 2019: Het irritante eiland, als vader
- 2019: Tot inkeer, als Gerlachus
- 2019: Porselein, als Rick
- 2021: Berend Botje, als Amerikaan
- 2023: Daar moet nog wat mee, als Marco

### Televisie
- 1992: Niemand de deur uit!, als Sam de Vries
- 1993: Pleidooi, als Eef
- 1993: Goede tijden, slechte tijden, als Jeroen
- 1993-1994: Pril geluk, als Ron Boas
- 1993-1994, 1996: Oppassen!!!, als Raoul van Maasdam
- 1994: Pril geluk, als Ron
- 1995-1996: 12 steden, 13 ongelukken, als Martijn
- 1996: Ik ben je moeder niet, als Ton
- 2000-2004: Russen, als Tom Kaufman
- 2004: Missie Warmoesstraat, als Rutger Keessing
- 2004: Jiskefet, als houthakker
- 2004: Baantjer, als Ivar Kant
- 2004: Het glazen huis, als Robert Westhof 1
- 2006: Koppels, als Jeroen Donders
- 2007: Spoorloos Verdwenen, als Willem Bloem
- 2007-2008: De co-assistent, als Paul
- 2008: Keyzer & De Boer Advocaten, als Maurits Goedbloed
- 2008: Flikken Maastricht, als beveiliger Berry
- 2008: Puppy Patrol, als jager Kenny Verkerk
- 2009: Het Huis Anubis, als Kai
- 2010: Het Huis Anubis en de Vijf van het Magische Zwaard, als Kai / Ewan
- 2010: We gaan nog niet naar huis, als
- 2010-2020: Toren C, als Wilco Huisman / Robert Huisman
- 2011: Verborgen Verhalen, als vader van Maartje
- 2011: Hart tegen Hard, als Michiel Helenberg
- 2012: Iedereen is gek op Jack, als vriend van Jack
- 2013: Malaika, als Filip
- 2013: Sinterklaasjournaal, als vader
- 2013: Dokter Deen, als arts
- 2014: Divorce, als piloot
- 2014: Fashion Planet, als Maarten
- 2014: Rechercheur Ria, als Floris Manten
- 2014: Nieuwe buren, als Ralph de Haan
- 2014: Bureau Raampoort, als advocaat Horsen
- 2014: Caps Club, als Robert Poorter
- 2015: Noord Zuid, als Mark
- 2015: Familie Kruys, als flirter
- 2015: Meiden van de Herengracht, als Martin Madsen
- 2015-2016: Familie, als Ben Kelly
- 2017: Moordvrouw, als Quinten Concreto
- 2017: Smeris, als Pieter Vermeer
- 2017: De Spa, als Thomas de Jager
- 2018: Flikken Rotterdam, als Stefan Snellius
- 2019: Meisje van plezier, als Frederick
- 2020: Rudy's Grote Kerstshow, als politieagent
- 2022: Flikken Maastricht, als Tibo Hooijmakers
- 2022: Ten minste houdbaar tot, als Gert-Jan ten Brink
- 2023: Santos, als Willem
- 2024: PATTY, als Antoine van de Vijver[1]

### Videogame
- 2021: F1 2021 (video game) - 2de F1 commentator[2]

## Theater
- 2005: Floris V (muziektheater), als Floris V[3]